# Marc Houtzager
Marc Francis Houtzager (Hoogeveen, 9 de enero de 1971) es un jinete neerlandés que compitió en la modalidad de salto ecuestre.
Participó en tres Juegos Olímpicos de Verano, obteniendo una medalla de plata en Londres 2012, en la prueba por equipos (junto con Jur Vrieling, Maikel van der Vleuten y Gerco Schröder), y el cuarto lugar en Pekín 2008 y Tokio 2020, en la misma prueba.

## Palmarés internacional
| Juegos Olímpicos | Juegos Olímpicos      | Juegos Olímpicos | Juegos Olímpicos |
| Año              | Lugar                 | Medalla          | Categoría        |
| ---------------- | --------------------- | ---------------- | ---------------- |
| 2012             | Londres (Reino Unido) | Medalla de plata | Por equipos      |